# Clásico Blanco y Negro
El clásico Blanco y Negro, es la rivalidad deportiva existente entre Olimpia y Libertad. Lleva dicha denominación debido a que ambas instituciones se identifican con esos colores y son dos de los tres clubes más laureados del fútbol paraguayo.

## Historia
En 1906, Olimpia y Libertad junto con otras tres instituciones se convierten en miembros fundadores de la Asociación Paraguaya de Fútbol. Ese mismo año se disputa la primera edición del campeonato oficial de primera división y al completarse el calendario, Libertad y Olimpia igualaban en el puntaje en el segundo lugar, razón por la cual definieron el vicecampeonato en un partido extra que lo ganó Olimpia por 5 a 4.
En 1917 se enfrentan por primera vez en un partido definitorio de un campeonato, el triunfo fue del cuadro liberteño por 1 a 0 en un partido que además significó la inauguración del entonces estadio de la liga.
La temporada 1928 tuvo una insólita definición. El Decano ya se había proclamado campeón, sin embargo la APF, luego de largas discusiones dio por válido un gol que se había anulado en el partido en que Libertad había empatado 1-1 ante Atlántida, adjudicándosele en consecuencia los puntos al cuadro liberteño, dando así alcance al Franjeado en 27 puntos. Recién en julio del siguiente año se jugaron los partidos definitorios. Los dos primeros duelos terminaron empatados 2 a 2 y 0 a 0 respectivamente, en el tercero se impuso Olimpia por 2 a 1, adjudicándose definitivamente el título.
En el año 1956, el franjeado logra la corona de campeón al superar en dos partidos finales a Libertad, 1-0 y 5-1, los albinegros se habían consagrado monarcas en la temporada anterior con el recordado equipo del 55.
En 1958, el Decano llegaba a la última jornada del campeonato ya como campeón (tricampeón por entonces) y aun conservaba el invicto en la temporada, invicto que cedió ante Libertad al perder aquel último juego por 3-2.
Por el vice. En diciembre de 1967 liberteños y decanos se cruzaron en dos cotejos para dilucidar el subcampeonato de esa temporada y el segundo cupo para la Copa Libertadores 1968. Los dos cotejos fueron ganados por los liberteños, el primero 1-0 con gol del “Petiso de oro” Sebastián Fleitas. El cotejo de vuelta finalizó 2-0 con tantos de Fleitas nuevamente y de Pelagio Ayala.
El Campeonato Nacional de Clubes que luego pasaría a llamarse Torneo República, tuvo lugar por primera vez en 1976 y Olimpia sería el campeón al vencer en la final por el marcador de 2 a 0 a Libertad que había ganado recientemente la liga de ese año.
Infartante final. En 1983 quedaron con puntos iguales al final del campeonato, Olimpia, Libertad y Sportivo Luqueño, por lo tanto se definió el título en dos triangulares. En el primero nuevamente se produjo paridad y recién en la repetición, el Decano pudo marcar diferencias superando a sus dos rivales y ganando de esa manera el cetro por sexto año consecutivo. Los duelos entre liberteños y franjeados culminaron 1-1 y 2-1 a favor del Decano.
A finales de 1992, Libertad, Vicecampeón del Campeonato paraguayo y Olimpia, campeón del Torneo República, debieron disputar el play-offs clasificatorio a Copa Libertadores 1993, tras empatar en dos partidos, Olimpia se impuso en tanda de penales.
En la temporada 2003, llegan a la última jornada del torneo Clausura debiendo enfrentarse mutuamente en campo del Decano que llegaba como líder con tres puntos de ventaja sobre la visita. El gumarelo logra imponerse por 2 a 1 forzando así un partido de desempate para definir al mejor del segundo semestre. En el juego definitorio no se sacaron ventaja en los 90 minutos, por lo que fueron a penales, allí ganó Libertad por 6 a 5.
Recientemente han sido protagonistas estelares de la novel Copa Paraguay, en la que se han enfrentado en partidos de eliminación directa en tres de las cuatro primeras ediciones.

## Estadísticas
Datos actualizados al 15 de marzo del 2025.
| Torneo                                  | Partidos | Victorias de Libertad | Empates | Victorias de Olimpia | Goles a favor de Libertad | Goles a favor de Olimpia |
| --------------------------------------- | -------- | --------------------- | ------- | -------------------- | ------------------------- | ------------------------ |
| Primera División de Paraguay            | 304      | 95                    | 79      | 130                  | 346                       | 428                      |
| Copa Libertadores de América            | 2        | 0                     | 2       | 0                    | 2                         | 2                        |
| Clasificatorios a copas internacionales | 3        | 0                     | 2       | 1                    | 4                         | 6                        |
| Torneo República                        | 1        | 0                     | 0       | 1                    | 0                         | 2                        |
| Copa Paraguay                           | 3        | 1                     | 1       | 1                    | 5                         | 2                        |
| Supercopa Paraguay                      | 1        | 1                     | 0       | 0                    | 2                         | 1                        |
| Total de partidos oficiales             | 314      | 97                    | 84      | 133                  | 359                       | 441                      |

## Palmarés
Datos actualizados a la obtención del último título por parte de alguno de los equipos en fecha  22 de enero del 2025.
| Competición                      | Títulos de Libertad | Títulos de Olimpia |
| -------------------------------- | ------------------- | ------------------ |
| Primera División                 | 25                  | 47                 |
| Copa Paraguay                    | 3                   | 1                  |
| Copa República                   | 0                   | 2                  |
| Supercopa Paraguay               | 2                   | 1                  |
| Plaqueta Millington Drake        | 1                   | 4                  |
| Total de títulos nacionales      | 31                  | 55                 |
| Copa Intercontinental            | 0                   | 1                  |
| Copa Interamericana              | 0                   | 1                  |
| Copa Libertadores                | 0                   | 3                  |
| Recopa Sudamericana              | 0                   | 2                  |
| Supercopa Sudamericana           | 0                   | 1                  |
| Total de títulos internacionales | 0                   | 8                  |
| Total de títulos oficiales       | 31                  | 63                 |

## Supercopa Paraguay 2024
El día miércoles 22 de enero se definió al supercampeón del fútbol paraguayo.Olimpia campeón del Clausura 2024 , clasificó a este partido al posicionarse como el campeón liguero con mejor puntaje acumulado (80), superando justamente a su rival Libertad, ganador del Apertura, pero que solo acumuló 74 puntos en el año quedando así atrás del decano. El gumarelo por su lado logró la clasificación al conquistar la Copa Paraguay , lo cual consiguió por segundo año consecutivo y por tercera vez en apenas seis ediciones, posicionándose así cómodamente como el cuadro más laureado de dicho campeonato.
Fue un duelo entre dos equipos acostumbrados a ganar. Olimpia, con 63 títulos oficiales, es por amplio margen el equipo paraguayo más laureado de todos los tiempos. Libertad, con 31 títulos oficiales, marcha tercero en ese rubro, acortando aceleradamente la brecha con el segundo.
El equipo Gumarelo, es claramente el más ganador del siglo 21 a nivel local. En este siglo conquistó al ganar la Supercopa 2024 ,22 de sus 31 títulos oficiales, ellas son 17 ligas, tres copas Paraguay y dos Supercopa, que la ganó en 2023 la Supercopa sin jugar por carecer de rival ya que ganó todo los títulos nacionales. El equipo albinegro registra también la sorprendente marca de haber conquistado 18 títulos en las últimas 19 temporadas (2006-2024), y desde 2023 ganó cinco de seis títulos posibles a nivel local, solo falló en el Clausura 2024 que quedó en manos de la "O".
El franjeado registra una marca no menor, ganó nueve títulos oficiales en las últimas siete temporadas (2018-2024): siete ligas, una Copa Paraguay y una Supercopa. Sin embargo, el Rey de Copas no es el único que puede presumir de esto último, ya que el repollero le iguala la marca con la conquista de cinco ligas, tres copas Paraguay y una Supercopa, de hecho, Libertad lo consiguió en menos tiempo, desde 2019. 
En las últimas siete temporadas, ambos acaparan el fútbol paraguayo con 19 conquistas de 24 posibles, contando con el trofeo que se disputó  el 22 de enero y que significó el décimo título en dicho período para el Club Libertad  y además es su segundo título de Supercopa Paraguay, lo que lo pocisiona como el más laureado de la competición.
La Supercopa Paraguay 2024 con el marcador de 2-1 para el gumarelo con los goles Matías Espinoza al 41,Roque Santa Cruz en el 62 y el descuento para el decano por Derlis González en el 76 no alcanzó y Libertad se quedó con el título.